# Joseph Brys
Joseph Brys (Bredene, 2 juli 1927 – Assebroek, 1 september 2001) was een Belgische atleet, die gespecialiseerd was in de middellange afstand. Hij nam eenmaal deel aan de Olympische Spelen en veroverde twee Belgische titels.

## Biografie
Brys behaalde in 1947 en 1950 de Belgische titel op de 800 m. In 1948 nam hij deel aan Olympische Spelen in Londen. Hij werd met een persoonlijk record uitgeschakeld in de halve finale. In 1950 nam hij deel aan de Europese kampioenschappen atletiek in Brussel, waar hij achtste werd in de finale.

### Clubs
Brys was aangesloten bij Olympic Brugge.

## Belgische kampioenschappen
| Onderdeel | Jaar       |
| --------- | ---------- |
| 800 m     | 1947, 1950 |

## Persoonlijk record
| Onderdeel | Prestatie | Datum        | Plaats |
| --------- | --------- | ------------ | ------ |
| 800 m     | 1.53,2 s  | 31 juli 1948 | Londen |

## Palmares

### 800 m
- 1947:  BK AC – 1.55,6
- 1948:  BK AC – 1.56,9
- 1948: 5e ½ fin. OS in Londen – 1.53,2
- 1949:  BK AC – 1.55,1
- 1950:  BK AC – 1.55,3
- 1950: 8e EK in Brussel – 1.54,0